# Jalal Talabani
Jalal Talabani (em árabe: جلال طالباني‎; Kelkan, 12 de novembro de 1933 – Berlim, Alemanha, 3 de outubro de 2017) foi um político curdo e iraquiano, presidente do Iraque, tendo governado o país de 2005 até 2014. Ele foi responsável pelas funções de chefe de estado. Assumiu esse cargo após eleições vindas depois do período da ocupação americana. Foi o primeiro presidente não-árabe do Iraque, desconsiderando Abdul Kareem Qasim, que possuía ascendentes curdos.
Foi membro da Internacional Socialista.

## Biografia
Talabani nasceu em 1933, em Kelkan, no Curdistão iraquiano. Juntou-se ao PDK (Partido Democrata Kurdo) com 14 anos; aos 18, foi eleito para o comitê central do partido. Em 1953, ingressou na escola de direito, onde se graduou como advogado em 1959, depois de ser recrutado para o exército iraquiano, em que foi comandante de uma unidade blindada.
Durante os anos 60, esteve no comando do executivo do PDK, transformando-se numa figura cada vez mais influente dentro da política curda. Abandonou o PDK em 1966 para criar um partido político mais educado, democrático e menos tribal. Dessas ideias, nasceu o UPK (União Patriótica do Curdistão), em 1975.
Com a sua direcção, o UPK enfrentou o PDK de Massoud Barzani depois da Guerra do Golfo, em 1991. Em 1992, foram convocadas eleições para o Curdistão iraquiano e a ligação UPK-PDK, formou junta a administração, mas tensões entre os dois partidos levaram a confrontos armados em 1994. As tensões acabaram com assinatura do tratado de paz em Washington, DC em 1998. Os dois partidos reconciliaram-se, apresentando-se como coligação nas primeiras eleições do Iraque sob ocupação em 2005 com o nome de Aliança Patriótica Democrática do Curdistão.
Na altura da invasão do Iraque, em 2003, Talabani seguia na liderança do UPK e era uma figura respeitada e reconhecida internacionalmente por ser um dos principais opositores que permaneciam no Iraque durante a ditadura de Saddam Hussein. Foi designado pelos Estados Unidos com um dos membros do conselho interino e ocupou a presidência durante o mês de Novembro de 2003. Distanciou-se da independência do Curdistão, mas apoiando o federalismo iraquiano. Nas eleições iraquianas, a 30 de Janeiro de 2005, foi nomeado presidente do Iraque pela Assembleia transitória iraquiana, a 6 de Abril. Durante seu governo, trabalhou para fortalecer as instituições estatais e o governo central.
Em 2012, sofreu um derrame e então sua saúde começou a ficar debilitada. Em 3 de outubro de 2017, faleceu vítima de uma hemorragia intracerebral.